# Canidia canescens
Canidia canescens là một loài bọ cánh cứng trong họ Cerambycidae.